# Mermessus maderus
Mermessus maderus là một loài nhện trong họ Linyphiidae.
Loài này thuộc chi Mermessus. Mermessus maderus được Alfred Frank Millidge miêu tả năm 1987.